# Angelopteromyia merzi
Angelopteromyia merzi är en tvåvingeart som beskrevs av Valery Korneyev 2001. Angelopteromyia merzi ingår i släktet Angelopteromyia och familjen bredmunsflugor.
Artens utbredningsområde är Kazakstan. Inga underarter finns listade i Catalogue of Life.